# Porton Down

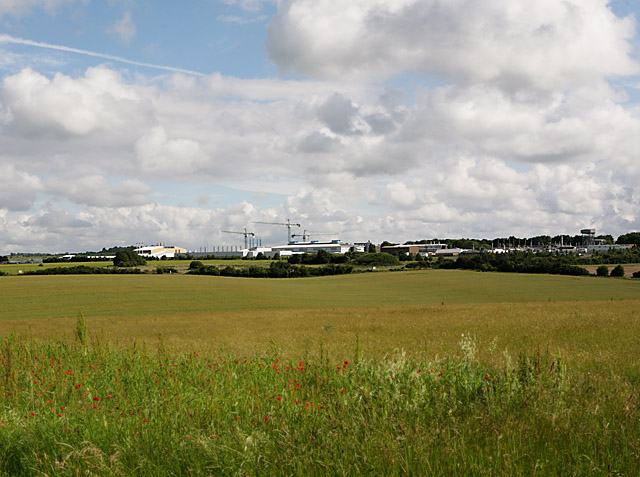
Forschungseinrichtungen in Porton Down

Porton Down ist eine Forschungseinrichtung in der südenglischen Grafschaft Wiltshire, die vor allem als Zentrum der britischen Chemie- und Biowaffenforschung bekannt wurde. Weite Teile der Anlage unterliegen auch heute noch der Geheimhaltung.

## Geschichte

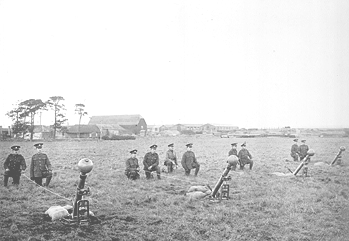
Erprobung von Mörsern in Porton Down während des Ersten Weltkriegs

Am 22. April 1915, während der Zweiten Flandernschlacht, hatten die Deutschen erstmals in großem Umfang erfolgreich Giftgas eingesetzt, indem sie Chlorgas aus Metallzylindern ausströmen ließen. Am 25. September antworteten die Briten in der Schlacht bei Loos mit einem eigenen, gleichartigen Angriff. Ein ständiger Wettlauf der Krieg führenden Parteien um immer wirksamere Gaswaffen hatte begonnen.
Im Januar 1916 erwarb das britische Kriegsministerium die ersten 12 Quadratkilometer Gelände im Süden der Salisbury Plain, auf denen die Wissenschaftler bald mit ihrer Arbeit begannen. In Freilandversuchen und speziellen Gaskammern wurde die Wirkung verschiedener chemischer Kampfstoffe auf Menschen und Tiere erprobt. Außerdem wurden Leichen und Organe von Giftgasopfern von der Front in Frankreich untersucht. Bis zum Ende des Krieges war die Belegschaft auf mehr als 1000 Soldaten und Wissenschaftler sowie etwa 500 zivile Arbeitskräfte angewachsen.
Nach Ende des Ersten Weltkrieges wurde beschlossen, die Forschungseinrichtungen in Porton Down weiter zu betreiben. Neben der Entwicklung verschiedener Gaswaffen, darunter giftige Handgranaten und Rauchbomben mit Adamsit, wurde auch an konventionellen Waffen gearbeitet. So wurden etwa Panzerabwehrwaffen hergestellt und der Stokes-Mörser verbessert. Außerdem entwickelte man in Porton Down ein Verfahren zum gezielten Absprühen von Senfgas aus Flugzeugen in bis zu 4500 Metern Höhe.
1940 wurden die Forschungsarbeiten auf biologische Kampfstoffe ausgeweitet. 1942 führten Wissenschaftler aus Porton Down auf Gruinard Island Versuche mit Milzbrand-Sporen durch. Im gleichen Jahr wurden in Porton Down in einer eigens entwickelten Anlage 5 Millionen Portionen Viehfutter abgepackt, die mit Milzbrand verseucht waren und die im Rahmen der Operation Vegetarian über Deutschland abgeworfen werden sollten. Auch wenn es nie zu einem tatsächlichen Einsatz kam, handelte es sich hierbei um die erste Massenproduktion biologischer Waffen in der Geschichte. Noch 1980 behauptete die britische Regierung, das Vereinigte Königreich hätte niemals „mikrobische oder andere biologische Kampf- und Giftstoffe in solchen Mengen besessen oder erworben, dass sie für Waffenzwecke hätten benutzt werden können“.
Um die Ausbreitung von Bakterienwolken zu untersuchen, wurden in Wohngegenden von Salisbury und Southampton (ungiftige) Rauchwolken freigesetzt. Zwischen Frühjahr 1957 und Herbst 1959 wurde in zahlreichen Gegenden des Vereinigten Königreichs Zink-Cadmium-Sulfid versprüht und dessen Ausbreitung beobachtet. Die Wissenschaftler aus Porton Down hatten diese Substanz gewählt, weil sie sich auch in geringen Mengen noch leicht nachweisen lässt.
Die Wissenschaftler führten ihre Versuche jedoch nicht nur im Vereinigten Königreich selbst durch, sondern nutzten auch Versuchsgelände in den USA, Kanada, Australien, Indien und Nigeria.
Nach Angaben der britischen Regierung wurde die Entwicklung eigener biologischer und chemischer Waffen in den 1950er Jahren eingestellt. Seitdem würde nur noch Forschung zum Schutz gegen solche Kampfstoffe betrieben. Dazu würden weiterhin geringe Mengen an biologischen und chemischen Kampfstoffen produziert. Außerdem befindet sich in Porton Down eine Anlage zur fachgerechten Beseitigung von chemischen Waffen.
Porton Down ist heute die weltweit älteste Produktionsanlage für chemische Kampfstoffe.
Nach dem Ausbruch der Asiatischen Grippe 1957 wurden in Porton Down 600.000 Dosen eines entsprechenden Impfstoffs produziert.
Erst Ende der 1960er Jahre gab die britische Regierung die Existenz der Forschungseinrichtung offiziell zu.
Heute umfasst das Gelände eine Fläche von 28 Quadratkilometern. Betreiber der militärischen Forschungseinrichtungen ist das Defence Science and Technology Laboratory, das dem Verteidigungsministerium des Vereinigten Königreichs untersteht.
1979 wurde ein Teil der Einrichtungen organisatorisch abgespalten; diese gehörten später zu Public Health England, welches dem Gesundheitsministerium unterstand. 2015 wurde die Firma Porton Biopharma gegründet, um die pharmazeutischen Entwicklungen und Fertigungskapazitäten von Public Health England in Porton Down kommerziell zu nutzen. Unter anderem werden verschiedene Impfstoffe gegen Milzbrand angeboten bzw. neu entwickelt.
In Porton Down arbeiten über 3000 Wissenschaftler; das jährliche Gesamtbudget beträgt 500 Millionen Pfund Sterling.
Etwa 1500 Hektar des Geländes sind FFH-Gebiet und werden vom UK Environmental Change Network beobachtet, einem Forschungsverbund des Natural Environment Research Council, der langfristige Umweltveränderungen und ihre Auswirkungen auf Ökosysteme im Vereinigten Königreich erforscht.

## Namen der militärischen Einrichtungen in Porton Down
- War Department Experimental Station (1916) → Royal Engineers Experimental Station (1916) → Chemical Warfare Experimental Station (1929) → Chemical Defence Experimental Station (1930) → Chemical Defence Experimental Establishment (1948) → Chemical Defence Establishment (1970) → Chemical & Biological Defence Establishment (1991)
- Biology Department, Porton (1940) → Microbiological Research Department (1948) → Microbiological Research Establishment (1957) → Chemical & Biological Defence Establishment (1991)
- Chemical & Biological Defence Establishment (1991) → (Teil der) Defence Evaluation and Research Agency (2001) → (Teil des) Defence Science and Technology Laboratory (2004)

## Tierversuche
Bereits während des Ersten Weltkriegs wurde in Porton Down die Wirkung von Giftgas auf die verschiedensten Tierarten untersucht. Später gab es auf dem Gelände sogar eigene Farmen, die ausschließlich dazu bestimmt waren, Tiere zu züchten, die für Tierversuche mit Massenvernichtungswaffen benötigt wurden. Unter anderem wurden Ratten, Schimpansen, Schafe, Ziegen, Katzen und Hunde verwendet.
Bei den bereits erwähnten Experimenten auf Gruinard Island wurden Schafe verwendet, die zuvor den Bauern aus der Umgebung abgekauft worden waren.
Im Sommer 1952 und 1953 infizierten Wissenschaftler aus Porton vor der Küste der schottischen Insel Lewis and Harris von einem Schiff aus mehrere tausend Kleinsäuger und etwa 100 Affen, die sich in Käfigen auf Flößen befanden, mit Bakterien. In den folgenden beiden Jahren fanden ähnliche Experimente wegen des besseren Wetters auf den Bahamas statt.
Allein zwischen 1952 und 1970 wurden in Porton Down 1000 Affen, fast 200.000 Meerschweinchen und 1,75 Millionen Mäuse „verbraucht“. Noch 2013 wurden Experimente unter anderem an 5.641 Mäusen und 447 Hausmeerschweinchen durchgeführt. Dabei handelte es sich nicht nur um Versuche mit biologischen und chemischen Waffen. So wurden etwa Schweine Explosionen ausgesetzt, nachdem sie teilweise in Schutzwesten gesteckt worden waren.

## Versuche an Menschen
Bereits in den 1920er Jahren wurden in Porton Down Versuche an Menschen durchgeführt, unter anderem mit Diphenylarsinchlorid und Senfgas.
Vor allem in den 1950er und 1960er Jahren wurden in über 20.000 Fällen chemische Kampfstoffe an meist ahnungslosen eigenen Soldaten erprobt, darunter viele Wehrpflichtige. Viele von ihnen glaubten, an der Entwicklung eines neuen Medikaments gegen Schnupfen mitzuwirken. In mindestens 3400 Fällen handelte es sich um Tests mit Nervenkampfstoffen, aber auch Senfgas, LSD und das Tränengas CS wurden an Menschen getestet. Im Mai 1953 starb der 20-jährige RAF-Angehörige Ronald Maddison, nachdem ihm Sarin auf den Unterarm getropft worden war. Trotzdem wurden die Versuche mit Nervenkampfstoffen noch mindestens bis 1958 fortgesetzt. An den Spätfolgen der Versuche in Porton Down sollen bis heute etwa 25 Menschen gestorben sein.
1967 wurden von Wissenschaftlern aus Porton Down in einem Londoner Krankenhaus Patienten, die Leukämie oder Krebs im Endstadium hatten, mit deren Einverständnis mit Kyasanur-Wald-Fieber und dem Langat-Virus infiziert (welches mit dem FSME-Virus verwandt ist). Zwei davon starben an Enzephalitis. Offiziell sollten die Viren als Heilmittel für die Patienten erprobt werden, doch wurde das Kyasanur-Wald-Fieber zur damaligen Zeit in Fort Detrick, dem US-amerikanischen Gegenstück zu Porton Down, als mögliche Biowaffe angesehen.

### Juristische Aufarbeitung
1999 nahm die Polizei von Wiltshire wegen der Vorkommnisse in Porton Down Untersuchungen auf. Im Mai 2004 begann eine weitere gerichtliche Untersuchung wegen des Todes von Ronald Maddison.
Obwohl die Untersuchungsergebnisse bestätigten, dass strafrechtlich relevantes Verhalten vorgelegen hatte, wurde niemand angeklagt. Der Crown Prosecution Service entschied, dass die Beweise gegen einzelne Personen nicht für eine Verurteilung ausreichten.
2005 wurde dem ehemaligen Soldaten Thomas Roche vom Europäischen Gerichtshof für Menschenrechte Schmerzensgeld in Höhe von 8.000 Euro und Schadenersatz in Höhe von 47.000 Euro zugesprochen. Er hatte zwischen 1962 und 1963 an Tests mit Senfgas und Nervengasen mitgewirkt.
Anfang 2006 einigte sich der britische Auslandsgeheimdienst MI6 mit drei ehemaligen Militärangehörigen außergerichtlich auf Zahlung von Schadenersatz in nicht konkret genannter, aber „moderater“ Höhe, vermutlich unter 10.000 Pfund Sterling pro Person. Ihnen war in Porton Down in den Jahren 1953 und 1954 ohne ihr Wissen und Einverständnis LSD verabreicht worden.
Im Juli 2006  veröffentlichte das Britische Verteidigungsministerium einen Bericht, in dem die Menschenversuche in Porton Down als „unethisch“ bezeichnet wurden.
Im Mai 2006 wurden 8 Hinterbliebenen von Ronald Maddison insgesamt 100.000 Pfund Entschädigung zugesprochen.
Im Januar 2008 gab das britische Verteidigungsministerium bekannt, dass es ohne Anerkennung einer Verantwortlichkeit an 360 ehemalige Armeeangehörige zusammen 3 Millionen Britische Pfund zahlen wolle. Insgesamt hatten 500 Veteranen angegeben, an Spätfolgen der Experimente zu leiden.

## Künstlerische Rezeption
Der britische Liedermacher Peter Hammill schrieb ein Lied mit dem Titel Porton Down und veröffentlichte es 1979 auf dem Album pH7. In den 1980er Jahren komponierte Andy Xport ein Stück gleichen Namens, das 2008 von der Band Man's Hate auf dem Album Into the Abyss veröffentlicht wurde.
Der Film James Bond 007: Keine Zeit zu sterben spielt teilweise in Porton Down. Für die Dreharbeiten 2019 wurde in den Pinewood Studios ein Labor nachgebaut.